# Campeonato Sudamericano 1947
El Campeonato Sudamericano de Selecciones 1947 fue la 20.ª edición de esa competición, después denominada Copa América, y que es el principal torneo internacional de fútbol por selecciones nacionales en América del Sur, y el más antiguo del mundo. Se desarrolló en Guayaquil, Ecuador, entre el 30 de noviembre y el 31 de diciembre de 1947.
Fue la primera vez que Ecuador organizó la Copa. El evento contó con la participación de 8 equipos. De los 10 actuales miembros de la Conmebol se ausentaron Brasil (decidió no participar) y Venezuela (todavía no era miembro del ente sudamericano).
El torneo consagró campeón a la Argentina por tercera vez consecutiva; fue el primer y único triplete en seguidilla de la Copa América, y fue el único título que ganó Alfredo Di Stéfano con la  selección de Argentina.

## Árbitros
- Luis Alberto Fernández.
- Juan José Álvarez.
- Víctor Francisco Rivas.
- Federico Muñoz Medina.
- Mario Rubén Hayn.
- Alfredo Álvarez.

## Sedes
| Guayaquil              |
| ---------------------- |
| Estadio George Capwell |
| Capacidad: 30 000      |
|                        |

## Equipos participantes
| Equipos participantes | Equipos participantes | Equipos participantes | Equipos participantes |
| --------------------- | --------------------- | --------------------- | --------------------- |
| Argentina             | Bolivia               | Chile                 | Colombia              |
| Ecuador               | Paraguay              | Perú                  | Uruguay               |

## Resultados

### Posiciones
| Selección | Pts. | PJ | PG | PE | PP | GF | GC | Dif. |
| --------- | ---- | -- | -- | -- | -- | -- | -- | ---- |
| Argentina | 13   | 7  | 6  | 1  | 0  | 28 | 4  | +24  |
| Paraguay  | 11   | 7  | 5  | 1  | 1  | 16 | 11 | +5   |
| Uruguay   | 10   | 7  | 5  | 0  | 2  | 21 | 8  | +13  |
| Chile     | 9    | 7  | 4  | 1  | 2  | 14 | 13 | +1   |
| Perú      | 6    | 7  | 2  | 2  | 3  | 12 | 9  | +3   |
| Ecuador   | 3    | 7  | 0  | 3  | 4  | 3  | 17 | –14  |
| Bolivia   | 2    | 7  | 0  | 2  | 5  | 6  | 21 | –15  |
| Colombia  | 2    | 7  | 0  | 2  | 5  | 2  | 19 | –17  |

### Partidos
| 30 de noviembre de 1947 | Ecuador        | 2:2 (2:2) | Bolivia            | Estadio George Capwell, Guayaquil                                            |                                                                              |
|                         | Jiménez 1' 24' |           | 26', 44' Gutiérrez | Asistencia: 30 000 espectadores Árbitro(s): Luis Alberto Fernández (Uruguay) | Asistencia: 30 000 espectadores Árbitro(s): Luis Alberto Fernández (Uruguay) |

| 2 de diciembre de 1947 | Uruguay                 | 2:0 (1:0) | Colombia | Estadio George Capwell, Guayaquil                                         |                                                                           |
|                        | Falero 26' · Britos 61' |           |          | Asistencia: 20 000 espectadores Árbitro(s): Juan José Álvarez (Argentina) | Asistencia: 20 000 espectadores Árbitro(s): Juan José Álvarez (Argentina) |

| 2 de diciembre de 1947 | Paraguay | 0:6 (0:3) | Argentina                                                     | Estadio George Capwell, Guayaquil                                          |                                                                            |
|                        |          |           | 10' Moreno · 22' Loustau · 40', 50', 82' Pontoni · 87' Méndez | Asistencia: 20 000 espectadores Árbitro(s): Víctor Francisco Rivas (Chile) | Asistencia: 20 000 espectadores Árbitro(s): Víctor Francisco Rivas (Chile) |

| 9 de diciembre de 1947 | Chile                     | 2:1 (1:0) | Perú      | Estadio George Capwell, Guayaquil                                         |                                                                           |
|                        | Varela 25' · Busquets 71' |           | 72' López | Asistencia: 15 000 espectadores Árbitro(s): Juan José Álvarez (Argentina) | Asistencia: 15 000 espectadores Árbitro(s): Juan José Álvarez (Argentina) |

| 4 de diciembre de 1947 | Ecuador | 0:0 | Colombia | Estadio George Capwell, Guayaquil                                       |  |
|                        |         |     |          | Asistencia: 30 000 espectadores Árbitro(s): Mario Rubén Hayn (Paraguay) |  |

| 6 de diciembre de 1947 | Paraguay                 | 2:2 (1:1) | Perú                        | Estadio George Capwell, Guayaquil                                            |                                                                              |
|                        | Villalba 38' · Marín 74' |           | 17' Castillo · 63' Mosquera | Asistencia: 20 000 espectadores Árbitro(s): Luis Alberto Fernández (Uruguay) | Asistencia: 20 000 espectadores Árbitro(s): Luis Alberto Fernández (Uruguay) |

| 6 de diciembre de 1947 | Uruguay                                                               | 6:0 (3:0) | Chile | Estadio George Capwell, Guayaquil                                         |                                                                           |
|                        | Sarro 9', 42' · Falero 39' · Gambetta 68' · Puente 88' · Magliano 89' |           |       | Asistencia: 20 000 espectadores Árbitro(s): Juan José Álvarez (Argentina) | Asistencia: 20 000 espectadores Árbitro(s): Juan José Álvarez (Argentina) |

| 4 de diciembre de 1947 | Argentina                                                                   | 7:0 (3:0) | Bolivia | Estadio George Capwell, Guayaquil                                           |                                                                             |
|                        | Méndez 3', 44' · Pontoni 22' · Loustau 56' · Boyé 58', 76' · Di Stéfano 62' |           |         | Asistencia: 20 000 espectadores Árbitro(s): Federico Muñoz Medina (Ecuador) | Asistencia: 20 000 espectadores Árbitro(s): Federico Muñoz Medina (Ecuador) |

| 9 de diciembre de 1947 | Uruguay                       | 3:0 (1:0) | Bolivia | Estadio George Capwell, Guayaquil                                       |                                                                         |
|                        | Magliano 9' · Falero 50', 79' |           |         | Asistencia: 15 000 espectadores Árbitro(s): Mario Rubén Heyn (Paraguay) | Asistencia: 15 000 espectadores Árbitro(s): Mario Rubén Heyn (Paraguay) |

| 11 de diciembre de 1947 | Chile                         | 3:0 (0:0) | Ecuador | Estadio George Capwell, Guayaquil                                         |                                                                           |
|                         | Peñaloza 51' · López 62', 72' |           |         | Asistencia: 22 000 espectadores Árbitro(s): Juan José Álvarez (Argentina) | Asistencia: 22 000 espectadores Árbitro(s): Juan José Álvarez (Argentina) |

| 11 de diciembre de 1947 | Argentina                              | 3:2 (1:1) | Perú                          | Estadio George Capwell, Guayaquil                                            |                                                                              |
|                         | Moreno 41' · Di Stéfano 55' · Boyé 56' |           | 25' Gómez Sánchez · 65' López | Asistencia: 22 000 espectadores Árbitro(s): Luis Alberto Fernández (Uruguay) | Asistencia: 22 000 espectadores Árbitro(s): Luis Alberto Fernández (Uruguay) |

| 20 de diciembre de 1947 | Colombia | 0:2 (0:1) | Paraguay          | Estadio George Capwell, Guayaquil                                           |                                                                             |
|                         |          |           | 22', 68' Villalba | Asistencia: 20 000 espectadores Árbitro(s): Federico Muñoz Medina (Ecuador) | Asistencia: 20 000 espectadores Árbitro(s): Federico Muñoz Medina (Ecuador) |

| 13 de diciembre de 1947 | Uruguay                  | 2:4 (1:0) | Paraguay                                  | Estadio George Capwell, Guayaquil                                            |                                                                              |
|                         | Magliano 3' · Britos 47' |           | 52', 79' Genés · 76' Marín · 89' Villalba | Asistencia: 18 000 espectadores Árbitro(s): Luis Alberto Fernández (Uruguay) | Asistencia: 18 000 espectadores Árbitro(s): Luis Alberto Fernández (Uruguay) |

| 13 de diciembre de 1947 | Bolivia | 0:0 | Colombia | Estadio George Capwell, Guayaquil                                            |  |
|                         |         |     |          | Asistencia: 18 000 espectadores Árbitro(s): Luis Alberto Fernández (Uruguay) |  |

| 20 de diciembre de 1947 | Ecuador | 0:0 | Perú | Estadio George Capwell, Guayaquil                                       |  |
|                         |         |     |      | Asistencia: 20 000 espectadores Árbitro(s): Mario Rubén Hayn (Paraguay) |  |

| 16 de diciembre de 1947 | Argentina      | 1:1 (1:1) | Chile     | Estadio George Capwell, Guayaquil                                            |                                                                              |
|                         | Di Stéfano 12' |           | 37' Riera | Asistencia: 30 000 espectadores Árbitro(s): Luis Alberto Fernández (Uruguay) | Asistencia: 30 000 espectadores Árbitro(s): Luis Alberto Fernández (Uruguay) |

| 16 de diciembre de 1947 | Uruguay                                                      | 6:1 (5:0) | Ecuador     | Estadio George Capwell, Guayaquil                                          |                                                                            |
|                         | Magliano 19' · Sarro 21', 24' · Falero 28', 35' · Puente 88' |           | 51' Garnica | Asistencia: 30 000 espectadores Árbitro(s): Víctor Francisco Rivas (Chile) | Asistencia: 30 000 espectadores Árbitro(s): Víctor Francisco Rivas (Chile) |

| 18 de diciembre de 1947 | Argentina                                                         | 6:0 (3:0) | Colombia | Estadio George Capwell, Guayaquil                                     |                                                                       |
|                         | Fernández 7', · Di Stéfano 30', 62', 75' · Boyé 38' · Loustau 55' |           |          | Asistencia: 12 000 espectadores Árbitro(s): Alfredo Álvarez (Bolivia) | Asistencia: 12 000 espectadores Árbitro(s): Alfredo Álvarez (Bolivia) |

| 23 de diciembre de 1947 | Chile | 0:1 (0:0) | Paraguay     | Estadio George Capwell, Guayaquil                                       |                                                                         |
|                         |       |           | 60' Villalba | Asistencia: 5000 espectadores Árbitro(s): Juan José Álvarez (Argentina) | Asistencia: 5000 espectadores Árbitro(s): Juan José Álvarez (Argentina) |

| 27 de diciembre de 1947 | Perú                                    | 2:0 (0:0) | Bolivia | Estadio George Capwell, Guayaquil                                     |                                                                       |
|                         | 73' Castillo · 82' Luis Guzmán Gonzales |           |         | Asistencia: 5000 espectadores Árbitro(s): Mario Rubén Hayn (Paraguay) | Asistencia: 5000 espectadores Árbitro(s): Mario Rubén Hayn (Paraguay) |

| 18 de diciembre de 1947 | Paraguay                          | 3:1 (3:0) | Bolivia      | Estadio George Capwell, Guayaquil                                       |                                                                         |
|                         | Marín 5' · Genés 20' · Ávalos 25' |           | 71' González | Asistencia: 12 000 espectadores Árbitro(s): Juan José Álvarez (Uruguay) | Asistencia: 12 000 espectadores Árbitro(s): Juan José Álvarez (Uruguay) |

| 25 de diciembre de 1947                                                                        | Argentina               | 2:0 (1:0) | Ecuador | Estadio George Capwell, Guayaquil                                     |                                                                       |
|                                                                                                | Moreno 30' · Méndez 72' |           |         | Asistencia: 25 000 espectadores Árbitro(s): Alfredo Álvarez (Bolivia) | Asistencia: 25 000 espectadores Árbitro(s): Alfredo Álvarez (Bolivia) |
| En este partido, el árbitro principal tuvo que ser reemplazado por el paraguayo Mario R. Heyn. |                         |           |         |                                                                       |                                                                       |

| 25 de diciembre de 1947 | Uruguay    | 1:0 (0:0) | Perú | Estadio George Capwell, Guayaquil                                        |                                                                          |
|                         | Falero 74' |           |      | Asistencia: 6000 espectadores Árbitro(s): Víctor Francisco Rojas (Chile) | Asistencia: 6000 espectadores Árbitro(s): Víctor Francisco Rojas (Chile) |

| 29 de diciembre de 1947 | Chile                                  | 4:1 (1:0) | Colombia     | Estadio George Capwell, Guayaquil                                       |                                                                         |
|                         | Prieto 28' · Sáez 75', 88' · Riera 78' |           | 90' Granados | Asistencia: 5000 espectadores Árbitro(s): Juan José Álvarez (Argentina) | Asistencia: 5000 espectadores Árbitro(s): Juan José Álvarez (Argentina) |

| 23 de diciembre de 1947 | Perú                                                                 | 5:1 (0:1) | Colombia   | Estadio George Capwell, Guayaquil                                         |                                                                           |
|                         | 3' Mosquera · 53', 79' Luis Guzmán Gonzales · 67', 81' Gómez Sánchez |           | 48' Arango | Asistencia: 5000 espectadores Árbitro(s): Federico Muñoz Medina (Ecuador) | Asistencia: 5000 espectadores Árbitro(s): Federico Muñoz Medina (Ecuador) |

| 28 de diciembre de 1947 | Argentina                     | 3:1 (1:0) | Uruguay    | Estadio George Capwell, Guayaquil                                       |                                                                         |
|                         | Méndez 30', 46' · Loustau 85' |           | 74' Britos | Asistencia: 25 000 espectadores Árbitro(s): Mario Rubén Hayn (Paraguay) | Asistencia: 25 000 espectadores Árbitro(s): Mario Rubén Hayn (Paraguay) |

| 30 de diciembre de 1947 | Ecuador | 0:4 (0:2) | Paraguay                        | Estadio George Capwell, Guayaquil                                          |                                                                            |
|                         |         |           | 22', 58', 69' Marín · 31' Genés | Asistencia: 5000 espectadores Árbitro(s): Luis Alberto Fernández (Uruguay) | Asistencia: 5000 espectadores Árbitro(s): Luis Alberto Fernández (Uruguay) |

| 31 de diciembre de 1947 | Bolivia                            | 3:4 (0:2) | Chile                                                 | Estadio George Capwell, Guayaquil                                         |                                                                           |
|                         | Tapia 77' · Tardío 84' · Orgaz 88' |           | 30' (a.g.) Aráoz · 44' Sáez · 50' Infante · 51' López | Asistencia: 5000 espectadores Árbitro(s): Federico Muñoz Medina (Ecuador) | Asistencia: 5000 espectadores Árbitro(s): Federico Muñoz Medina (Ecuador) |

|                                           |
| Bandera de Argentina                      |
| Campeón Argentina 9.º título (6.º trofeo) |

### Goleadores

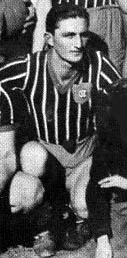
Nicolás Falero fue el goleador del torneo.

8 goles
- Nicolás Falero

6 goles
- Alfredo Di Stéfano
- Norberto Méndez
- Leocadio Marín

5 goles
- Juan B. Villalba

4 goles
- Mario Boyé
- Félix Loustau
- René Pontoni
- Alejandrino Genés
- Héctor Magliano

3 goles
- Moreno
- Pedro Hugo López
- Osvaldo Sáez
- Carlos Gómez Sánchez
- Luis Guzmán Gonzales
- Julio César Britos

2 goles
- Fernando Riera
- José María Jiménez
- Valeriano López
- Máximo Mosquera
- Washington Puente
- Raúl Sarro

1 gol
- Mario Fernández
- Zenón González
- Severo Orgaz
- Armando Tapia
- Arturo Tardío
- Miguel Busquets
- Raimundo Infante
- Jorge Peñaloza
- Andrés Prieto
- Carlos Varela
- Carlos Arango
- Rafael Granados
- César Garnica
- Enrique Ávalos
- Félix Castillo
- Juan Castillo Grandjean
- Schubert Gambetta
- José García

Autogol
- Duberty Aráoz (ante Chile)

### Mejor jugador del torneo
- José Manuel Moreno.[2]